# علی بخشایش خیابانی
علی بخشایش خیابانی (۱۲۹۵–۱۳۷۷) از خوانندهٔ تبریزی در آواز و ردیف خوانی موسیقی ایرانی و از شاگردان ابوالحسن اقبال‌آذر و میرعلی عسگر صادق الوعد و از دوستان شاعر بزرگ شهریار (شاعر) بوده‌است

## زندگی‌نامه
او در سال ۱۲۹۵ در تبریز چشم به جهان گشود پدرش (احمد) از درباریان قاجار بود و مادرش (رقیه) از اهالی تبریز بود.
به گفته خود استاد مادرش صدای زیبا و رسایی داشته‌است و صدای زیبا را از مادر به ارث برده‌است

## زندگی شخصی
علی بخشایش خیابانی یک بار ازدواج کرد و صاحب یک دختر و سه پسر شد

## فراگیری آواز و گرفتن تصدیق کتبی آواز از استاد اقبال آذر
او از جوانی در مغازه شخصی خود در محله ششگلان تبریز کار می‌کرد و همچنین در این مدت مشغول یادگیری آواز از استادش ابوالحسن اقبال آذر بوده و در مراسم‌های خصوصی استاد شرکت داشت. در نهایت وی موفق به گرفتن تصدیق کتبی آواز از استاد اقبال آذر که در آن زمان کار بسیار دشواری بوده شد..

## آشنایی با استاد بزرگ موسیقی میر علی عسگر صادق الوعد
استاد علی بخشایش خیابانی در سال ۱۳۳۹ نزد استاد موسیقی میر علی عسگر صادق الوعد که از چهره‌های مطرح موسیقی در تبریز بوده می‌رسد. استاد صادق الوعد قطعه آواز از ایشون می‌شنوند و از صدای استاد علی بخشایش خیابانی خوششان می‌آید
و یک قطعه عکس از خود را به همراه پشت‌نویس به علی بخشایش خیابانی می‌دهد پشت عکس چنین نوشته شده (آقای بخشایش صدای خوبی دارند اگر کمی تئوری هم کار کند بهتر خواهد شد ذوق موسیقی دارد و در هنر موسیقی موفق خواهد شد. بدینوسیله تصدیق می‌شود: ۱۳۳۹/۳/۱۷ تبریز)

## دوستی با استادشهریار (شاعر)
استاد علی بخشایش خیابانی دوستی نزدیک با استاد شهریار داشته‌است. او در خاطرات خود می‌گوید در سال‌های بعد از انقلاب در زمان کهولت سن گه گاهی استاد شهریار به مغازه می‌آمدند و می‌نشستند و بنده به یاد دوران استاد اقبال برایشان آواز می‌خواندم. در این خلوت استاد شهریار یک جلد از کتاب‌های کوچک شعرش در سال‌های آخر عمر با دست خط خود در اول کتاب به استاد علی هدیه می‌دهد
همچنین در کتاب خاطرات استاد شهریار چنین نوشته شده‌است. (دوستی خیاط داشتم که صدای زیبایی داشت هر وقت دلتنگ صدای اقبال آذر می‌شد به مغازه او می‌رفتم و از او می‌خواستم برایم بخواند چون صدایش یادآور صدای اقبال آذر بود.
همچنین در همان روزها استاد علی بخشایش خیابانی دست نوشته ای از استاد محمد حسین شهریار در وصف و تعریف صدایش دیافت می‌کند.

## فعالیت هنری
متأسفانه در همه این سال‌ها و بعد از انقلاب سال ۵۷ استاد بخشایش خیابانی به صورت حرفه‌ای در زمینه هنر و آواز فعالیت نکردند و تنها در مجالس خصوصی و دوستانه آواز می‌خواندند و تا اواخر عمر در سن ۸۰ سالگی هر روز برای خود و دوستان با صدای قوی و رسا می‌خواندند

## مرگ
در مرداد ماه سال ۱۳۷۷ در سن ۸۲ سالگی به علت بیماری سرطان در تبریز درگذشت و در گورستان وادی رحمتبلوک ۳۷ ردیف۳۵ قبر ۱۰ به خاک سپرده شد